# Михайловское (Сумская область)
Михайловское (укр. Михайлівське) — село,
Краснопольский поселковый совет,
Краснопольский район,
Сумская область,
Украина.
Код КОАТУУ — 5922355102. Население составляет ↘347 человек. Население по переписи 2001 года составляло 551 человек .

## Географическое положение
Село Михайловское находится между реками Сыроватка и Рыбица (4 км).
По селу протекает пересыхающий ручей с запрудой.
К селу примыкают большие лесные массивы (дуб).

## Экономика
ООО «Михайловское производство огнеупоров».

## Объекты социальной сферы
- Школа I-II ст.